# Jean Rochefort

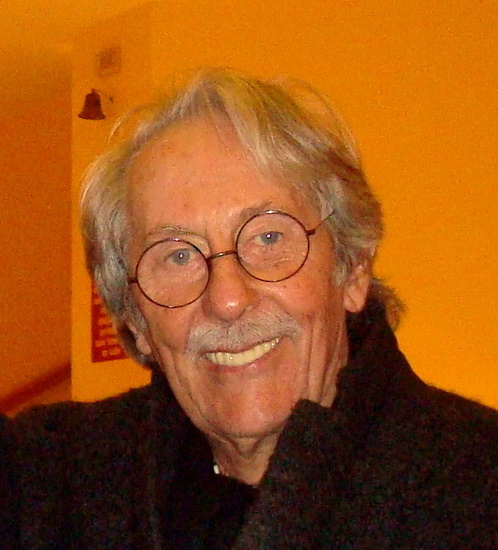
Jean Rochefort (2009)

Jean Raoul Robert Rochefort (* 29. April 1930 in Paris; † 9. Oktober 2017 ebenda) war ein französischer Schauspieler. Er spielte in weit mehr als 100 Filmen mit und kam dabei in vielen verschiedenen Genres zum Einsatz, vor allem aber in Komödien und Dramen.

## Leben und Karriere
Jean Rochefort kam 1930 als Sohn von Célestin Rochefort und Fernande Guillot in Paris zur Welt. Nachdem Rochefort ohne großen Erfolg im Theater und Kabarett als Darsteller und Regisseur gearbeitet hatte, begann er Mitte der 1950er Jahre seine Karriere als Filmschauspieler. In den frühen 1960er-Jahren etablierte sich Rochefort im französischen Film als vielgefragter Komödiant und Charakterdarsteller.
Rochefort war oft in komischen Filmen zu sehen, etwa an der Seite von Pierre Richard, neben dem er in Der große Blonde mit dem schwarzen Schuh als intriganter Geheimdienstchef auftrat. Ab 1964 spielte er auch in der Angélique-Reihe. Mehrmals stand Rochefort neben Jean-Paul Belmondo vor der Kamera, mit dem er zusammen das Pariser Konservatorium besucht hatte. So waren sie beispielsweise zusammen in dem Abenteuerfilm Cartouche, der Bandit (1962) zu sehen.
Im dramatischen Fach etablierte er sich 1972 als Ehemann von Annie Girardot und Vater von Claude Jade in Serge Korbers Kerzenlicht, der die Familie verlassen hat. Mit gerade erst 41 Jahren überzeugte er hier als Familienvater der bereits 23-jährigen Claude Jade, die die Eltern versöhnen will. Doch sein Filmsohn Bernard Le Coq will dies verhindern und die Mutter stirbt vor seiner Rückkehr. Um glaubwürdig den Familienvater von Jade und Le Coq zu spielen, legte sich Rochefort ein markantes Oberlippenbärtchen zu, das zu seinem Markenzeichen werden sollte. Nur einmal, 1996 für Patrice Lecontes Kostümfilm Ridicule – Von der Lächerlichkeit des Scheins, trennte sich Rochefort von dem Moustache. Kurz nach Kerzenlicht machte ihn auch die Rolle des Geheimdienstchefs in Der große Blonde mit dem schwarzen Schuh populär.

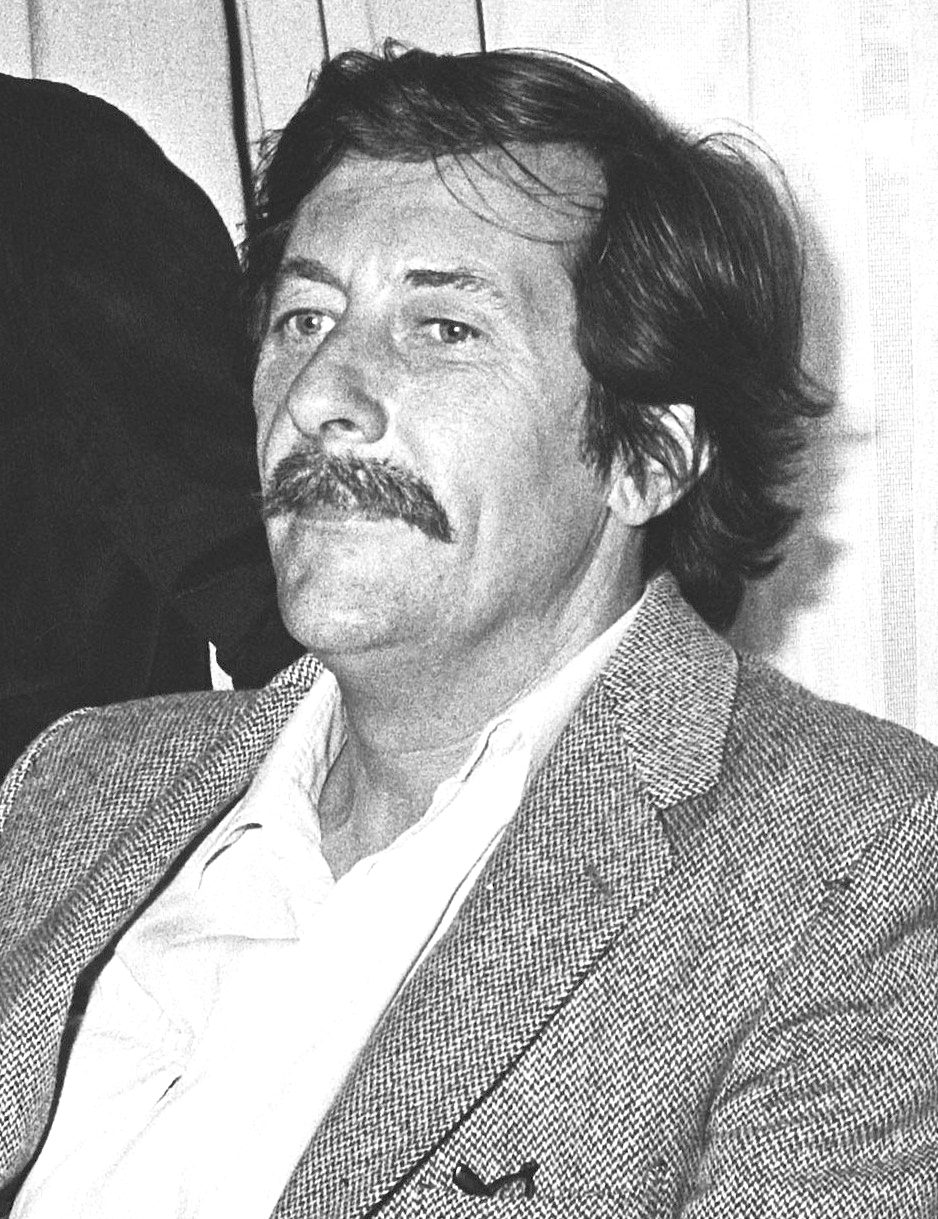
Rochefort im Jahr 1979

Von da an spielte Rochefort auch tragende ernste Rollen in Filmen wie Der Uhrmacher von St. Paul als Inspektor an der Seite von Uhrmacher Philippe Noiret. Mit der Hauptrolle in einer der erfolgreichsten französischen Komödien der 1970er-Jahre, Ein Elefant irrt sich gewaltig, in dem er als Étienne seine Frau (Danièle Delorme) mit einem Fotomodell (Anny Duperey) zu betrügen versucht, spielte er sich endgültig in die erste Reihe der französischen Schauspieler. 1979 spielte er in dem deutschen Film Grandison einen mit seiner Frau (Marlène Jobert) Angeklagten, der sich das Leben nimmt. Zu seinen späteren Erfolgen zählen die Titelrollen in Der Mann der Friseuse (1989), Der Killer und das Mädchen (1993) und Das zweite Leben des Monsieur Manesquier (2002). So war Rochefort für fünf Jahrzehnte fester Bestandteil des französischen Kinos und dabei sowohl als Film- als auch als Fernsehschauspieler aktiv. Dreimal führte er auch selbst Regie.
Im Laufe seiner Karriere wurde Rochefort mit insgesamt drei Césars ausgezeichnet. Im Jahr 1976 erhielt er bei der ersten Verleihung der Césars den Preis in der Kategorie Bester Nebendarsteller für die Rolle eines intriganten Geistlichen in Bertrand Taverniers Historienfilm Wenn das Fest beginnt … neben Philippe Noiret. Zwei Jahre später wurde auch seine Darbietung als Kapitän in dem Kriegsdrama Der Haudegen in der Kategorie Bester Hauptdarsteller mit dem französischen Filmpreis prämiert. Im Jahr 1999 wurde er für sein Lebenswerk mit dem Ehren-César ausgezeichnet.
Jean Rochefort starb im Oktober 2017 im Alter von 87 Jahren in seiner Heimatstadt Paris. Ab Januar 1989 war Jean Rochefort in zweiter Ehe mit Françoise Vidal verheiratet. Das Paar bekam zwei Kinder. Zudem hatte er zwei Kinder aus erster Ehe und einen Sohn aus einer Beziehung mit der französischen Schauspielerin Nicole Garcia.

## Filmografie (Auswahl)
- 1958: Eine Kugel im Lauf (Une balle dans le canon)
- 1961: Fracass, der freche Kavalier (Le capitaine Fracasse)
- 1962: Cartouche, der Bandit (Cartouche)
- 1962: Von der Sonne geblendet (Le soleil dans l’œil)
- 1962: Die eiserne Maske (Le masque de fer)
- 1963: Sieben Tote hat die Woche (Symphonie pour un massacre)
- 1963: Unschuldig geächtet (La porteuse de pain)
- 1964: Angélique (Angélique, marquise des anges)
- 1965: Angélique, 2. Teil (Merveilleuse Angélique)
- 1965: Die tollen Abenteuer des Monsieur L. (Les tribulations d’un chinois en Chine)
- 1966: Angélique und der König (Angélique et le roy)
- 1966: Wer sind Sie, Polly Maggoo? (Qui êtes-vous, Polly Maggoo?)
- 1967: Zwei Wochen im September (À cœur joie)
- 1969: Pack den Tiger schnell am Schwanz (Le diable par la queue)
- 1970: Céleste
- 1972: Kerzenlicht (Les feux de la chandeleur)
- 1972: Der große Blonde mit dem schwarzen Schuh (Le grand blond avec une chaussure noire)
- 1973: Der Erbe (L’héritier)
- 1973: Le complot
- 1973: Mach’s gut, Nicolas (Salut, l’artiste)
- 1974: Der Uhrmacher von St. Paul (L’horloger de Saint-Paul)
- 1974: Das Gespenst der Freiheit (Le fantôme de la liberté)
- 1974: Wie tief bin ich gesunken (Mio Dio come sono caduta in basso!)
- 1974: Der große Blonde kehrt zurück (Le retour du grand blond)
- 1974: Wenn das Fest beginnt … (Que la fête commence …)
- 1975: Die Unschuldigen mit den schmutzigen Händen (Les innocents aux mains sales)
- 1975: Die Schuldigen mit den sauberen Händen (Les magiciens)
- 1976: Ein Elefant irrt sich gewaltig (Un éléphant ça trompe énormément)
- 1977: Wir kommen alle in den Himmel (Nous irons tous au paradis)
- 1977: Der Haudegen (Le crabe-tambour)
- 1978: Die Schlemmer-Orgie (Who Is Killing the Great Chefs of Europe?)
- 1979: Edouard, der Herzensbrecher (Le cavaleur)
- 1979: Grandison
- 1979: Jetzt oder nie (Courage fuyons)
- 1979: Wer geht denn noch zur Uni? (French Postcards)
- 1980: Liebe Unbekannte (Chère inconnue)
- 1980: Ich hasse Blondinen (Odio le bionde)
- 1982: Flirt mit dem Tod (L’indiscrétion)
- 1982: Der große Bruder (Le grand frère)
- 1983: Zwei Profis steigen aus (Un dimanche de flic)
- 1983: Mein Freund, der Frauenheld (L’ami de Vincent)
- 1984: Frankenstein 2000 (Frankenstein 90)
- 1985: Salut für einen schwarzen Büffel (Sortüz egy fekete bivalyért)
- 1986: 30° Minus – Die coolste Komödie des Jahres (La galette du roi)
- 1987: Ein unzertrennliches Gespann (Tandem)
- 1987: Meine ersten vierzig Jahre (I miei primi 40 anni)
- 1988: Krieg der Spione (Guerra di spie) (Fernsehserie)
- 1989: Das Schloß gehört mir (Je suis le seigneur du château)
- 1990: Der Mann der Friseuse (Le mari de la coiffeuse)
- 1990: Das Schloß meiner Mutter (Le château de ma mère)
- 1991: Amoureux fou – Eine verrückte Liebe (Amoureux fou)
- 1992: Ein Affenzirkus (Le bal des casse-pieds)
- 1993: Tango Mortale
- 1993: Der Killer und das Mädchen (Cible émouvante)
- 1994: Prêt-à-porter
- 1996: La Tournee – Bühne frei für drei Halunken (Les grands ducs)
- 1996: Ridicule – Von der Lächerlichkeit des Scheins (Ridicule)
- 1996: Verhängnisvolle Begegnung (Never Ever)
- 1998: Der Graf von Monte Christo (Le Comte de Monte-Cristo) (Miniserie)
- 1998: Barracuda – Vorsicht Nachbar (Barracuda)
- 1998: Das letzte Kino der Welt (El viento se llevó lo qué)
- 1999: Rembrandt
- 2001: Ein Mann sieht rosa (Le placard)
- 2002: Lost in La Mancha (Dokumentarfilm)
- 2002: Das zweite Leben des Monsieur Manesquier (L’Homme du train)
- 2002: Blanche
- 2003: Verrat im Namen der Königin (Saint-Germain ou La négociation) (Fernsehfilm)
- 2003: Les clefs de bagnole
- 2004: RRRrrrr!!!
- 2005: Wie in der Hölle (L’enfer)
- 2006: Kein Sterbenswort (Ne le dis à personne)
- 2006: Wir verstehen uns wunderbar (Désaccord parfait)
- 2007: Mr. Bean macht Ferien (Mr. Bean’s Holiday)
- 2007: J’ai toujours rêvé d’être un gangster
- 2012: Das Mädchen und der Künstler (El artista y la modelo)
- 2012: Asterix & Obelix – Im Auftrag Ihrer Majestät (Astérix et Obélix: Au service de sa majesté)
- 2013: Jack und das Kuckucksuhrherz (Jack et la mécanique du cœur) (Stimme)
- 2015: Floride

## Theaterauftritte (Auswahl)
- 1953: The Oyster and the Pearl von William Saroyan – Regie: Jean-Pierre Grenier, Théâtre Fontaine
- 1954: Responsabilité limitée von Robert Hossein – Regie: Jean-Pierre Grenier, Théâtre Fontaine
- 1954: Die Liebe der vier Obersten (The Love of The Four Colonels) von Peter Ustinov – Regie: Jean-Pierre Grenier, Théâtre Fontaine
- 1957: Romanoff und Julia (Romanoff and Juliet) von Peter Ustinov – Regie: Jean-Pierre Grenier, Théâtre Marigny
- 1960: Champignol wider Willen (Champignol malgré lui) von Georges Feydeau – Regie: Jean-Pierre Grenier, Théâtre Marigny
- 1962: Frank der Fünfte von Friedrich Dürrenmatt – Regie: André Barsacq, Théâtre de l’Atelier
- 1964: Cet animal étrange von Gabriel Arout nach einer Novelle von Anton Tschechow – Regie: Claude Régy, Théâtre Hébertot
- 1965: Die Kollektion (The Collection) und Der Liebhaber (The Lover) von Harold Pinter – Regie: Claude Régy, Théâtre Hébertot
- 1969: Der Preis (The Price) von Arthur Miller – Regie: Raymond Rouleau, Théâtre Montparnasse
- 1971: Alte Zeiten (Old Times) von Harold Pinter – Regie: Jorge Lavelli, Théâtre Montparnasse
- 1988: L’Histoire du soldat von Igor Strawinsky – Regie: Jean Rochefort, Théâtre de Paris
- 1998: Kunst (« Art ») von Yasmina Reza – Regie: Patrice Kerbrat, mit Pierre Vaneck und Jean-Louis Trintignant, Théâtre Hébertot
- 2007: Entre autres (One-Man-Show) – Théâtre de la Madeleine

## Auszeichnungen
César

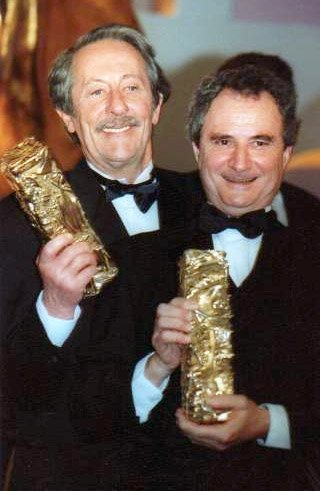
Rochefort mit Daniel Prévost bei der César-Verleihung 1999

- 1976: Bester Nebendarsteller für Wenn das Fest beginnt …
- 1978: Bester Hauptdarsteller für Der Haudegen
- 1980: Nominierung in der Kategorie Bester Hauptdarsteller für Jetzt oder nie
- 1988: Nominierung in der Kategorie Bester Hauptdarsteller für Ein unzertrennliches Gespann
- 1991: Nominierung in der Kategorie Bester Hauptdarsteller für Der Mann der Friseuse
- 1997: Nominierung in der Kategorie Bester Nebendarsteller für Ridicule – Von der Lächerlichkeit des Scheins
- 1999: Ehrenpreis für sein Lebenswerk

Europäischer Filmpreis
- 2003: Nominierung in der Kategorie Bester Darsteller für Das zweite Leben des Monsieur Manesquier
- 2003: Nominierung für den Jameson-Publikumspreis in der Kategorie Bester Darsteller für Das zweite Leben des Monsieur Manesquier

Genie Award
- 1991: Nominierung in der Kategorie Bester Nebendarsteller für Amoureux fou – Eine verrückte Liebe

Goya
- 2013: Nominierung in der Kategorie Bester Hauptdarsteller für Das Mädchen und der Künstler

National Board of Review Award
- 1994: Bestes Schauspielensemble (zusammen mit der Besetzung) für Prêt-à-Porter

Prix Lumières
- 2003: Bester Darsteller für Das zweite Leben des Monsieur Manesquier

Weitere
- 1982: Bester Darsteller beim Montreal World Film Festival für Flirt mit dem Tod
- 1983: Bester Darsteller beim Mystfest für Flirt mit dem Tod
- 1991: Chevalier de la Légion d’honneur (Ritterkreuz der Ehrenlegion)
- 1998: Officier de l’Ordre national du Mérite (Offizierskreuz des nationalen Verdienstordens)[5]
- 2002: Publikumspreis in der Kategorie Bester Darsteller bei den Internationalen Filmfestspielen von Venedig für Das zweite Leben des Monsieur Manesquier
- 2004: Chevalier de l’Ordre du Mérite agricole (Ritterkreuz des nationalen Verdienstordens für Landwirtschaft)[6]
- 2013: Nominierung für den José-María-Forqué-Preis in der Kategorie Bester Darsteller für Das Mädchen und der Künstler
- 2013: Nominierung für den Preis der Círculo de Escritores Cinematográficos in der Kategorie Bester Darsteller für Das Mädchen und der Künstler

## Film
- Jean Rochefort – Mit Witz und Eleganz. (OT: Jean Rochefort, l’irrésistible.) Dokumentarfilm, Frankreich, 2020, 52:49 Min., Buch und Regie: Yves Riou, Produktion: Hauteville Productions, arte France, Erstsendung: 30. November 2020 bei arte, Inhaltsangabe von ARD, online-Video von arte.